# Ivy King

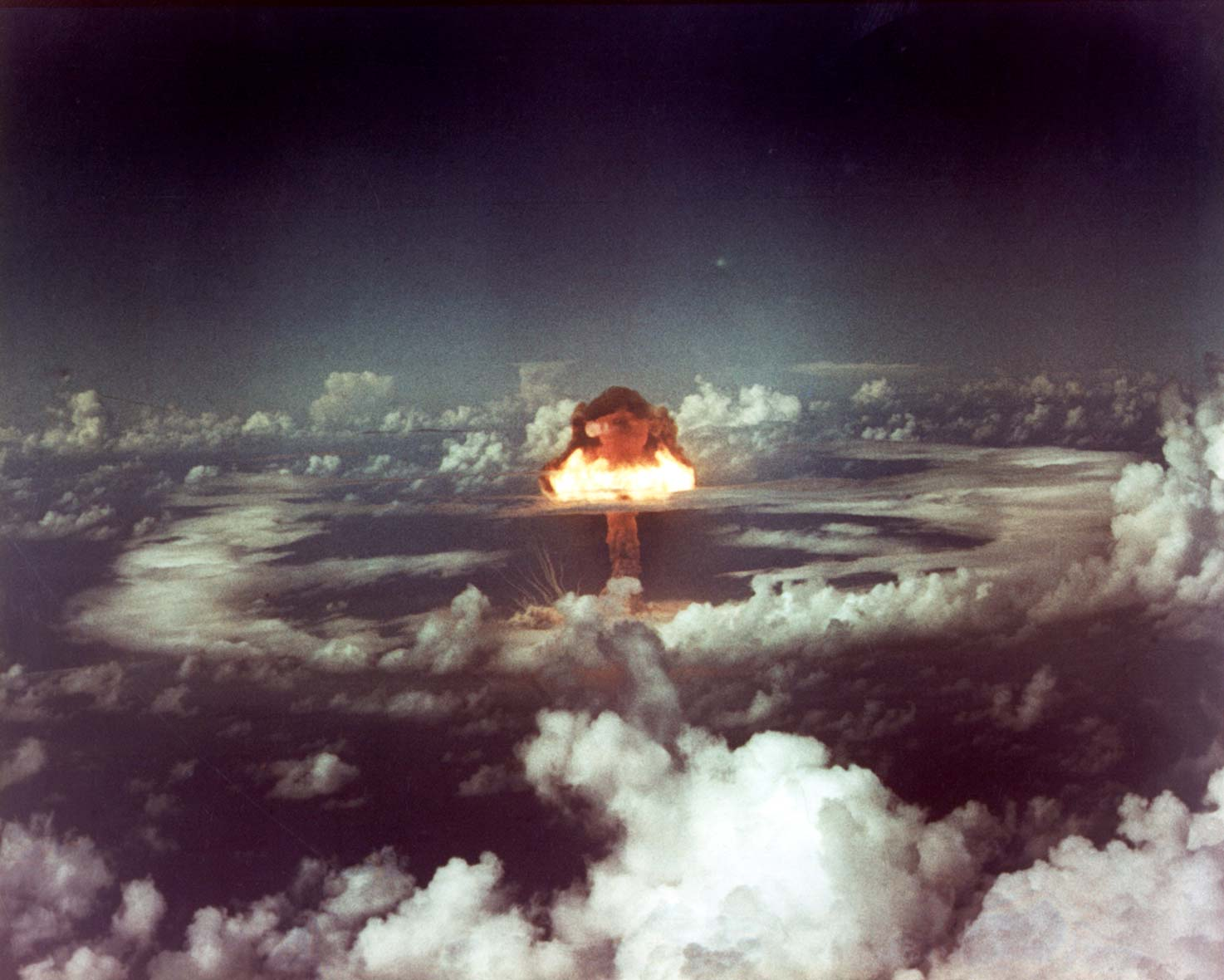
Grzyb atomowy powstały w wyniku eksplozji

Ivy King – była bombą atomową o największej sile rażenia testowaną przez Stany Zjednoczone, której energia pochodziła z reakcji rozszczepiania jąder atomowych. Próbny wybuch miał miejsce za czasów prezydentury Trumana jako część Operacji Ivy. Ta seria testów spowodowała rozwój budowy najpotężniejszych ładunków jądrowych przez Związek Radziecki.
16 listopada 1952 roku o godzinie 11:30 czasu lokalnego (23:30 GMT) bombowiec B-36H, znajdując się około 600 metrów od północnego krańca wyspy Runit położonej w Atolu Enewetak, zrzucił ładunek atomowy powodując eksplozję o sile 500 kiloton na wysokości 450 metrów.